# کانتکس
کانتِکس یکی از محله‌های شهر [اهواز] در جنوب ایران است که نام خود را از شرکت کانتکس اهواز
وام گرفته که در آن منطقه واقع است.
شرکت کانتکس اهواز از قدیمی‌ترین شرکت‌های خوزستان می‌باشد که در سال1337 هجری شمسی فعالیت خود را آغاز کرد و محلهٔ کانتکس در اطراف آن شکل گرفت؛ و اکنون به نام محلهٔ کانتکس مشهور است.
کانتکس دارای یک خیابان اصلی و چندین فرعی است که به کوچه‌های متعددی منتهی می‌شود.تا پیش از این، با توجه به اینکه یکی از محلات مهم اهواز ودر واقع شاه راه ارتباطی بین جاده کوت عبدالله و مسیر جاده کمربندی صنایع فولادی باشد ،به‌تازگی به‌دلیل کم کاری شهرداری کوت عبدالله و عدم ترمیم جاده اصلی به‌خصوص در بخش انتهایی بعد از 20متری سوم و همچنین تردد بیشمار خودروهای سنگین جاده تخریب گردیده و پیگیری اهالی از ادارات و مسئولان ذیربط نتیجه‌ای نداشته است.
کانتکس دارای یک بازارچه محلی،زمین چمن مصنوعی،دو مسجد با نام‌های مسجد صاحب الزمان و مسجد قبا و همچنین تعداد زیادی مدرسه دخترانه و پسرانه می‌باشد.